# Joffre Guerrón
Joffre David Guerrón Méndez (Ambuquí, Imbabura, 28 de abril de 1985) é um ex-futebolista equatoriano que atuava como ala ou atacante. Foi eleito como o melhor jogador da Copa Libertadores da América de 2008 em uma votação realizada pela FIFA.
É irmão do ex-futebolista Raúl Guerrón, que disputou a Copa do Mundo de 2002 pela Seleção Equatoriana, e é primo do também futebolista Édison Méndez, que disputou as copas de 2002 e 2006 pela Seleção Equatoriana.

## Carreira
Joffre Guerrón, também conhecido como Dinamita (que em espanhol significa Dinamite), nasceu num pequeno bairro chamado Valle del Chota, onde outros grandes futebolistas equatorianos também surgiram, como Édison Méndez (primo de Joffre), Agustín Delgado, Ulises de la Cruz e Giovanny Espinoza.

### Atletismo
Joffre, antes de se tornar futebolista profissional, também praticava atletismo, especializado em corrida. Aos 19 anos, Guerrón acabava tendo que dividir os treinos de sua equipe de futebol com o atletismo. Após alguns anos, acabou largando o esporte.

### Aucas
Já no futebol, fez sua estréia como profissional na primeira divisão equatoriana pelo SD Aucas com apenas 16 anos. Foi muito elogiado por sua principal característica, a alta velocidade, fato que Joffre aperfeiçoou com o Atletismo. Disputou 3 temporadas como titular pelo clube.

### Boca Juniors
Após 3 temporadas brilhantes pelo Aucas, do Equador, no início de dezembro de 2005 é contratado pelo gigante Boca Juniors da Argentina, porém, só faz sua estréia em janeiro de 2006. Foi titular em quase todas as partidas do clube em 2006, e marcou 2 gols.

### LDU Quito
Ainda em 2006, após uma temporada razoável pelo Boca Juniors, Joffre é contratado pelo LDU Quito, do Equador, seu país de origem, a pedido do então treinador do time, Juan Carlos Oblitas. Já em 2007, começou a conquistar espaço na equipe, com o novo treinador Edgardo Bauza. Ele impressionou e deslumbrou muitos com sua velocidade e talento, principalmente na Copa Libertadores de 2008, campanha que levaria a equipe ao titulo do campeonato continental. Além disso, foi eleito o melhor jogador da competição naquele ano.

### Getafe
Em 6 de junho de 2008, foi contratado por 4 anos pelo Getafe, da Espanha, pelo valor de 4 milhões de euros. Sua estréia pela equipe espanhola foi em 31 de agosto de 2008, contra o Sporting de Gijón. Fez boas temporadas pelo clube, ajudando a classificar o time para a UEFA Europa League de 2009-10, com grandes atuações.

### Cruzeiro
Em 23 de julho de 2009, foi anunciado seu empréstimo de um ano ao Cruzeiro Esporte Clube. Após soquetar em campo no dia 8 de junho, o Cruzeiro o expulsa, obrigando-o a procurar outro clube.

### Atlético Paranaense
Em Junho de 2010, o Atlético-PR comprou 40% dos seus direitos federativos. Em seu primeiro ano pelo Furacão, Guerrón marcou apenas 2 gols, não justificando a maior contratação do Futebol Paranaense, até então.

### Beijing Guoan-CHI
Em 30 de junho de 2012 Guerrón acerta com o time Chinês. O Atletico-PR tinha 40% dos direitos do jogador e, segundo o site oficial do Furacão, aceitou vender o "atleta para o futebol chinês após diversos fatos, que também o levaram a treinar em separado nas últimas cinco semanas". O Atlético-PR reclama de uma "falta de comprometimento".

## Títulos
LDU
- Campeonato Equatoriano: 2007.
- Copa Libertadores da América: 2008.

## Premiações
- Eleito o melhor jogador da Copa Libertadores da América de 2008.[2]